# Fengbao Wan
Fengbao Wan (chinesisch 风暴湾 ‚Sturmbucht‘) ist eine Bucht von King George Island im Archipel der Südlichen Shetlandinseln. Sie liegt südlich der Skuabucht auf der Westseite der Fildes-Halbinsel. Die Bucht ist gekennzeichnet durch ein steiles Ufer und einige kleine Felseninseln.
Chinesische Wissenschaftler benannten sie 1986 im Zuge von Vermessungsarbeiten und der Erstellung von Luftaufnahmen.